# توكو كاوديو
توكو كاوديو؛ هي قرية ومدينة في مقاطعة بينيفينتو ، في منطقة كامبانيا بجنوب إيطاليا. فقد تم هجر هذه البلدة القديمة بعد سلسلة من الزلازل في عامي 1980 و 1981.

## جغرافية

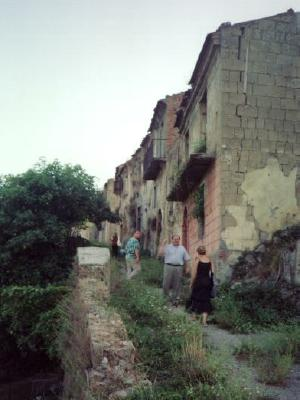
يستكشف الناس مدينة الأشباح.

كما هو معروف في العديد من المدن القديمة في هذه المنطقة الجبلية بجنوب إيطاليا، تم بناء توكو كاوديو على حافة مرتفعة و بارزة .وتعد سلسلة التلال في توكو كاوديو صغيرة و معزولة عن باقي المناطقة الجبلية المحيطة بها. مما جعل هذا التصنيف المدينة سهل التحكم والدفاع عنها، مع سهولة الوصول إلى الطرق العلوية التي لا يحتاج المسافر على طولها إلى عبور على أي أنهار وأيضًا، وكما كان معتادًا مع التطور في العصور الوسطى ، فإن المدينة تعتبر مكتظة بالسكان إلى حد ما، و شوارعها الضيقة.

## تاريخ
من عامي 1980 و 1981، دمرت الزلازل الكثير من المركز التاريخي القديم لتوكو كاوديو. فبدلاً من إعادة بناء المدينة التاريخية، أُجبر المواطنون على التخلي عنها تمامًا وإعادة التوطين حول التلال في مناطق اخرى. فيوجد اليوم منطقتين لتوكو كاوديو: مدينة أشباح فارغة ومدينة جديدة فوقها في موقع يسمى فريوني.

## الناس
- نيكولا سالا ، ملحن ومنظر
- كارلو كوبولارو، ملحن وناقد
- كارمن فالاتشيو، البحوث النووية

## روابط خارجية
- الموقع الرسمي